# Animação de areia
Animação de areia é o nome genérico para formas de arte que utilizam areia em movimento para expressão. O termo que possui dois significados: pode referenciar tanto estilo de arte performática ao vivo quanto um tipo de animação.
No primeiro caso, o artista cria uma série de imagens usando areia, um processo que é alcancado aplicando areia a uma superfície e então desenhando imagens através da criação de de linhas e figuras com as mãos. Para aumentar a visibilidade e adicionar valor estético, um performista de animação de areia frequentemente usará projetores e mesas transparentes iluminadas por baixo. Uma artista dessa categoria é Ilana Yahav e Kseniya Simonova.
No segundo caso, os animoadores movem a areia sobre superfícies de vidro (iluminadas pela frente ou por trás) para criar cada um dos frames de seus filmes animados. Uma artista dessa categoria é Caroline Leaf. A produtora Belarusfilm também utiliza essa técnica.